# Masacre de Trelew
La masacre de Trelew —o los fusilamientos de Trelew—, en la madrugada del 22 de agosto de 1972 en Trelew, Argentina, consistió en el asesinato perpetrado por la dictadura militar autodenominada "Revolución Argentina" (1966—1973) de 16 jóvenes del Ejército Revolucionario del Pueblo (ERP), Fuerzas Armadas Revolucionarias (FAR) y Montoneros, presos en el penal de Rawson, capturados tras un intento de fuga parcialmente exitoso, durante el cual fue acribillado un guardiacárcel. Los detenidos fueron ametrallados posteriormente por marinos dirigidos por el Capitán de corbeta Luis Emilio Salinas, en la Base Aeronaval Almirante Zar, una dependencia de la Armada Argentina próxima a la ciudad de Trelew, provincia del Chubut, en la Patagonia austral.
El 15 de octubre de 2012, el Tribunal Federal de Comodoro Rivadavia resolvió condenar a prisión perpetua a Emilio Del Real, Luis Sosa y Carlos Marandino como autores de 16 homicidios y tres tentativas, así como declarar a los crímenes cometidos de «lesa humanidad».

## Evasión y secuestro del avión

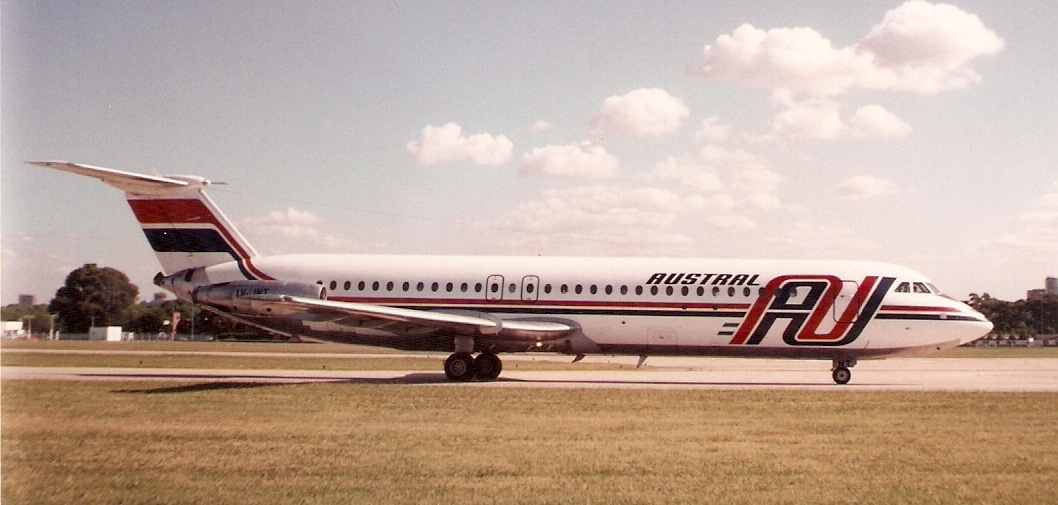
Un BAC 1-11 de Austral, similar al secuestrado por los guerrilleros.

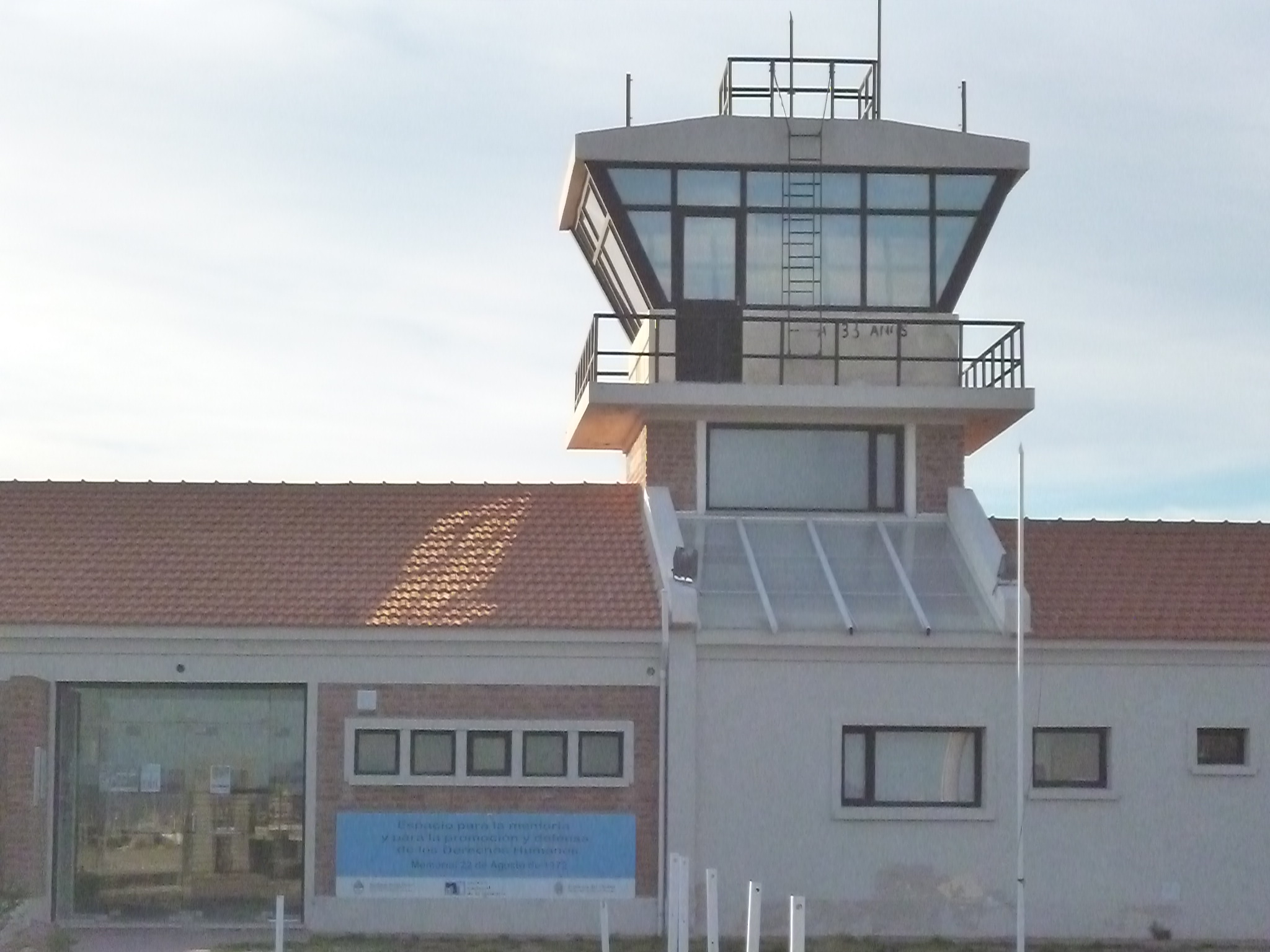
Torre de control.

A mediados de 1972 gobernaba la Argentina una dictadura liderada por el general Alejandro Agustín Lanusse. Desde 1968, varias organizaciones guerrilleras habían surgido para combatir la dictadura y cientos de guerrilleros y militantes habían sido encarcelados. En el Penal de Rawson, ubicado en la Patagonia, estaban detenidos alrededor de doscientos reclusos, miembros de las organizaciones armadas Ejército Revolucionario del Pueblo (ERP), Fuerzas Armadas Revolucionarias (FAR) y Montoneros, que se pusieron de acuerdo para organizar conjuntamente una fuga. La cárcel estaba custodiada por 70 guardiacárceles -de los cuales la mitad estaban armados- y una compañía antiguerrillera de 120 hombres, acampada a tres cuadras. A esas fuerzas se sumaba la base aeronaval ubicada en Trelew, a 20 km, que contaba con dos batallones con un total de 1200 soldados. El jefe del operativo era Mario Roberto Santucho, del Partido Revolucionario de los Trabajadores (ERP), aunque algunas declaraciones —especialmente la de Fernando Vaca Narvaja, de Montoneros, afirman que Marcos Osatinsky (FAR) había comenzado a planificar la fuga antes de que Santucho llegara al penal. Estos dos dirigentes, junto a Fernando Vaca Narvaja (Montoneros), Roberto Quieto (FAR), Enrique Gorriarán Merlo (ERP) y Domingo Menna (ERP), integraron el Comité de Fuga.
El 15 de agosto, a las 18:05, comenzó la fuga del Penal de Rawson, en la ciudad capital homónima de Chubut. El plan original era que se fugaran 110 detenidos en tres camiones, durante el escape Gregorio Valenzuela estaba de guardia desarmado junto a Justino Galarraga y César Montenegro, estos fueron acribillados, Gregorio Valenzuela recibió 13 disparos de ametralladora y un tiro de gracia en la cabeza que le dio la esposa del guerrillero Santucho, posteriormente en un tiroteo Marcos Osatinsky, comandante de las FAR, resultó muerto, esto hizo pensar al apoyo externo que la fuga había fracasado y los camiones se retiraron. Uno de los errores graves cometidos por los guerrilleros fue no garantizar la comunicación entre los distintos grupos que estaban operando separadamente en la fuga.
Los guerrilleros tomaron la cárcel rápidamente, pero como los camiones se habían retirado no fue posible el traslado masivo hacia el aeropuerto. Solo había un automóvil Ford Falcon que los esperaba, razón por la cual fue abordado por los seis líderes apenas 25 minutos después de iniciada la fuga. 
Al llegar al aeropuerto (cuya pista es utilizada hoy en día por el Aeroclub Trelew, mientras que la terminal es un Centro Cultural por la Memoria) se encontraba en la pista un avión Bac 1-11 de la empresa Austral Líneas Aéreas (matrícula LV-JNS), donde se encontraban tres guerrilleros —entre ellos Víctor Fernández Palmeiro (alias el Gallego, del ERP) y Anita Weissen (FAR)— que debían garantizar el control de la nave. El grupo guerrillero, vistiendo uniforme militar, simuló ser un contingente del Ejército que debía realizar la inspección del avión, pero una vez a bordo, el personal del aeropuerto se dio cuenta de que se trataba de una toma.
La aeronave operaba como el vuelo 811, que había despegado del Aeropuerto General Mosconi de Comodoro Rivadavia, con escalas en Trelew y Bahía Blanca, y rumbo al Aeroparque Jorge Newbery de Buenos Aires. Llevaba un total de 96 personas, entre pasajeros y tripulantes. Una vez tomado el avión, el comando de apoyo pidió a los pilotos quedarse en la pista. Allí abordaron los miembros del Comité de Fuga y demoraron el despega en la esperanza de que más evadidos pudieran llegar a tiempo.
La falta de walkie talkies volvió a conspirar contra la fuga. A las 19.27, luego de una hora y media de iniciada la fuga, los miembros del Comité de Fuga decidieron despegar, sin saber que otros diecinueve guerrilleros habían conseguido otros tres automóviles para fugarse y estaban a solo cinco minutos del aeropuerto. El avión partió así rumbo al vecino país de Chile, gobernado entonces por el socialista Salvador Allende. El aparato llegó primero a Puerto Montt y finalmente a Santiago de Chile, donde los guerrilleros pidieron asilo.
El resto de los guerrilleros que quedaron en el penal fuertemente armados, apagaron las luces y pusieron en marcha el plan programado para el caso de que no pudieran fugarse: comunicarse con un juez, hacer pública la situación y garantizar que la rendición no fuera seguida de una masacre.

## Recaptura

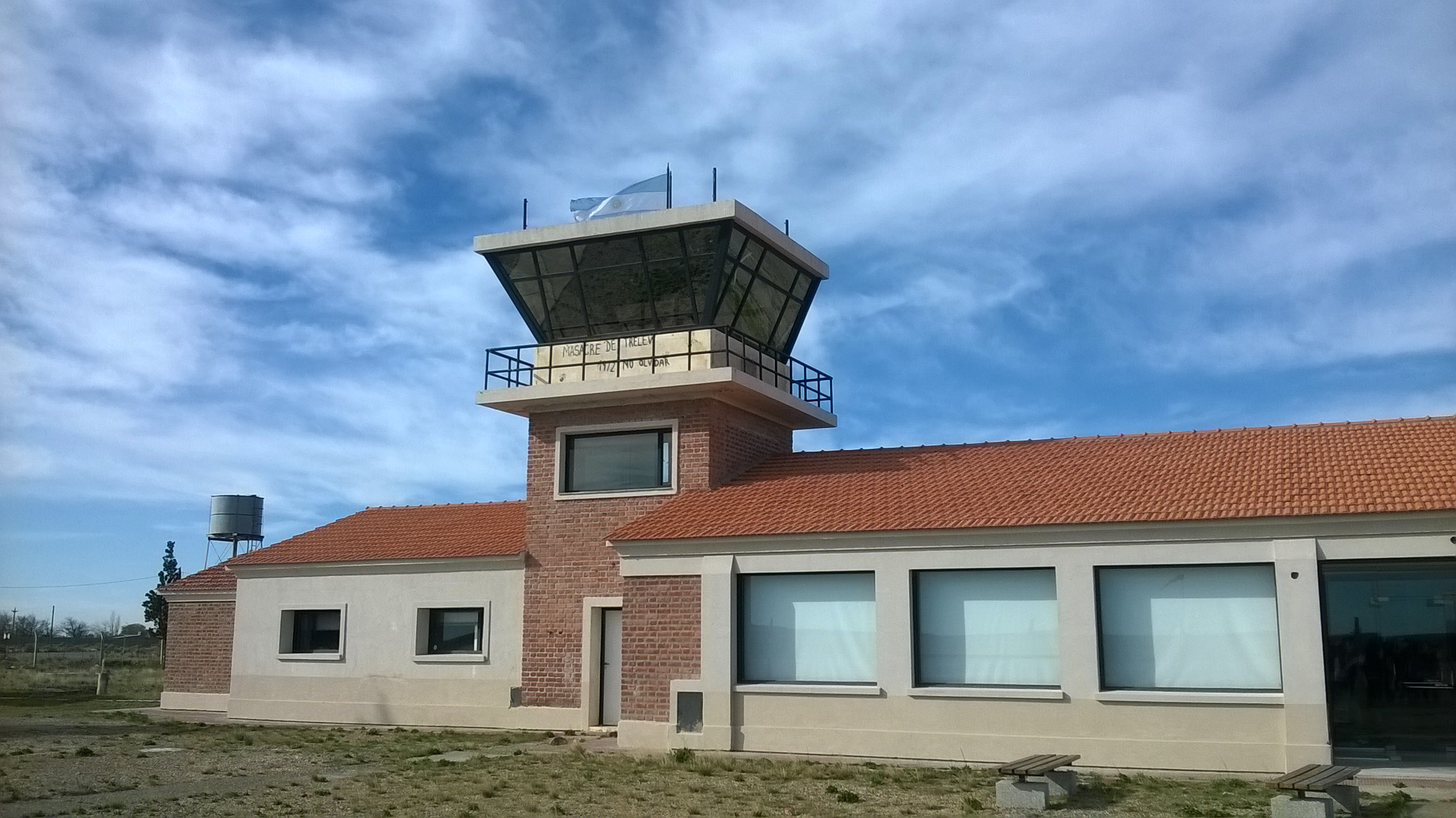
Antiguo aeropuerto de Trelew, actual Centro Cultural por la Memoria.

Los 19 guerrilleros decidieron tomar la terminal aeroportuaria de Trelew, en la que se encontraban unos pocos pasajeros y personal de las aerolíneas. Al mismo tiempo, un avión de Aerolíneas Argentinas que estaba por aterrizar fue desviado por la torre de control. Frustradas sus posibilidades de fuga y luego de dar una conferencia de prensa a cargo de Rubén Pedro Bonnet, se entregaron a los efectivos de la Armada que mantenían rodeada la zona, solicitando y recibiendo públicas garantías para sus vidas en presencia de periodistas y autoridades judiciales. Los hombres también pidieron retornar al penal de Rawson.
Una patrulla militar bajo las órdenes del capitán de corbeta Luis Emilio Sosa, segundo jefe de la Base Aeronaval Almirante Zar, condujo a los prisioneros recapturados dentro de una unidad de transporte colectivo hacia dicha dependencia militar. Ante la oposición de éstos y el pedido de ser trasladados de regreso nuevamente a la cárcel de Rawson, el capitán Sosa adujo que el nuevo sitio de reclusión era transitorio, pues dentro del penal continuaba el motín y no estaban dadas las condiciones de seguridad.
Al arribar el contingente al nuevo destino de detención, el juez Alejandro Godoy, el director del diario Jornada, el subdirector del diario El Chubut, el director de LU17 Héctor "Pepe" Castro y el abogado Mario Abel Amaya, quienes acompañaban como garantes a los detenidos, no pudieron ingresar con ellos y fueron obligados a retirarse. 
El espectacular intento de fuga y el éxito parcial de los seis máximos jefes guerrilleros, que más tarde lograron un salvoconducto para huir desde Chile hacia Cuba, tuvieron al gobierno militar y a la opinión pública en vilo durante tensos días. El sentimiento generalizado era que se tomarían cruentas represalias a manera de escarmiento contra los demás protagonistas de la fuga, en caso de no lograrse la repatriación de los seis jefes guerrilleros evadidos.
Debido a esta percepción, en la mañana del 17 de agosto el Partido Justicialista envió un telegrama al Ministro del Interior Arturo Mor Roig (parte de la mesa directiva del Partido Radical) con el siguiente texto: «Reclamamos respeto a los derechos humanos de los presos políticos de la unidad carcelaria Rawson responsabilizándolo por su integridad física amenazada por medidas de represión».

## Fusilamiento

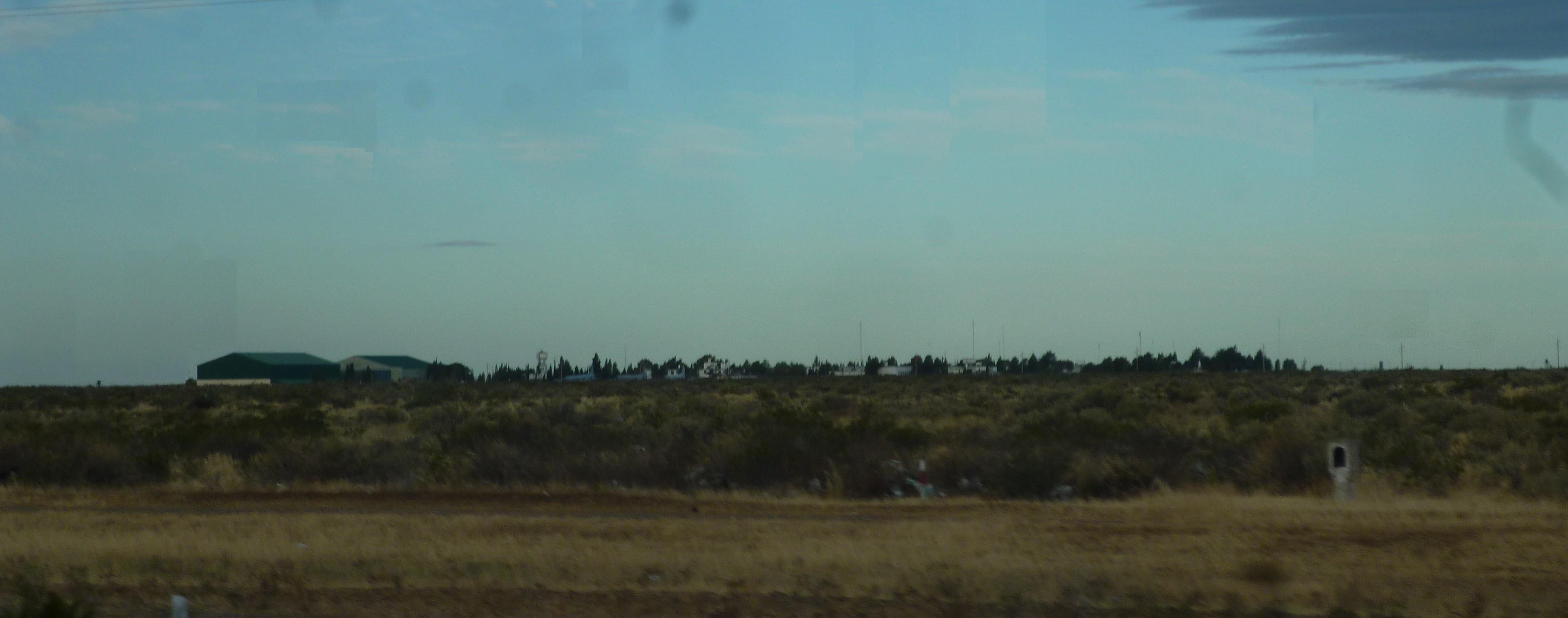
La Base Aeronaval Almirante Zar vista desde la Ruta Nacional 3.

Mientras el gobierno de facto de Alejandro Agustín Lanusse intentaba presionar por todos los medios al presidente constitucional Salvador Allende para que deportara a los fugados en calidad de prisioneros, toda la zona de Rawson y Trelew se hallaba virtualmente ocupada por fuerzas del Ejército Argentino y Gendarmería Nacional Argentina, quienes patrullaban continuamente y hacían prácticamente imposible cualquier nuevo intento de fuga. La propia Base Aeronaval de Trelew mantenía una numerosa dotación de 3000 efectivos de la Armada Argentina. Regía en toda la zona un estado de máxima alerta, todo lo cual hacía impensable reintentar otra operación de evasión.
En un clima de absoluto hermetismo y gran tensión, la noche del 21 de agosto permanecieron reunidos en la Casa de Gobierno los miembros de la Junta de Comandantes en Jefe de las tres fuerzas armadas, colaboradores y ministros. No se brindó ninguna información a los periodistas que aguardaban noticias.
A las 03:30 del 22 de agosto, en la Base Aeronaval Almirante Zar, los 19 detenidos fueron sorpresivamente despertados y sacados de sus celdas. Según testimonios de los tres únicos reclusos sobrevivientes, mientras estaban formados y obligados a mirar hacia el piso fueron ametrallados indefensos por una patrulla a cargo del capitán de corbeta Sosa y del teniente Roberto Bravo, falleciendo la mayoría en el acto, y algunos heridos fueron rematados con armas cortas en el piso. Al terminar los disparos, los siete sobrevivientes fueron llevados a la enfermería, pero no se les prestó ningún tipo de asistencia médica. Los únicos tres sobrevivientes fueron trasladados al día siguiente a Puerto Belgrano, donde fueron intervenidos.
La versión oficial del suceso indicaba que se había producido un nuevo intento de fuga, con 16 muertos y tres heridos entre los prisioneros, pero sin bajas en las filas de la Marina.
La misma noche del 22, el gobierno sancionó la ley 19 797 que prohibía toda difusión de informaciones sobre organizaciones guerrilleras. En los días sucesivos, hubo manifestaciones en las principales ciudades de la Argentina, y numerosas bombas fueron colocadas en dependencias oficiales como protesta por la matanza.
Juan Domingo Perón calificó la masacre como un «asesinato».
Los fallecidos fueron:
- Alejandro Ulla (PRT-ERP)
- Alfredo Kohan (FAR)
- Ana María Villarreal de Santucho (PRT-ERP)
- Carlos Alberto del Rey (PRT-ERP)
- Carlos Astudillo (FAR)
- Clarisa Lea Place (PRT-ERP)
- Eduardo Capello (PRT-ERP)
- Humberto Suárez (PRT-ERP)
- Humberto Toschi (PRT-ERP)
- José Ricardo Mena (PRT-ERP)
- María Angélica Sabelli (FAR)
- Mariano Pujadas (Montoneros)
- Mario Emilio Delfino (PRT-ERP)
- Miguel Ángel Polti (PRT-ERP)
- Rubén Pedro Bonnet (PRT-ERP)
- Susana Lesgart (Montoneros)

Los heridos, que lograron sobrevivir a la masacre y que dieron testimonio de los hechos, fueron luego asesinados durante el gobierno militar subsiguiente autodenominado Proceso de Reorganización Nacional (1976-1983):
- Alberto Miguel Camps (FAR - asesinado en 1977)
- María Antonia Berger (FAR - desaparecida desde 1979)
- Ricardo René Haidar (Montoneros - desaparecido desde 1982)

El parco comunicado oficial del gobierno al respecto fue brindado a la prensa por el contralmirante Hermes Quijada, jefe del Estado Mayor Conjunto, quien a los pocos meses, el 30 de abril de 1973, fue asesinado a balazos en el céntrico barrio del Congreso —ciudad de Buenos Aires— por Víctor José Fernández Palmeiro del ERP —alias El Gallego— desde una motocicleta, quien a su vez cayó muerto por los disparos del chofer del militar.
En líneas generales, la explicación del gobierno mencionaba que al realizar el jefe de turno (el capitán Luis Sosa) una recorrida de control en el alojamiento de los presos, mientras éstos se encontraban en un pasillo, fue atacado por la espalda por Mariano Pujadas, quien habría logrado sustraerle su pistola ametralladora. Escudándose en el oficial los presos intentaron evadirse, pero el marino logró liberarse y fue atacado a tiros, resultando herido. En tal circunstancia —y siempre según los dichos del almirante— la guardia contestó el fuego contra los reclusos y se inicia así un intenso tiroteo, con los resultados conocidos: de los 19 reclusos, 16 fueron muertos y 3 heridos graves. Las obvias preguntas al respecto que realizaron los periodistas ante esta inverosímil declaración no fueron respondidas. Inclusive cuando se le preguntó si el capitán Sosa estaba realmente herido, el almirante Quijada respondió: «No puedo contestar. Es secreto de sumario.»

## Responsabilidades y consecuencias

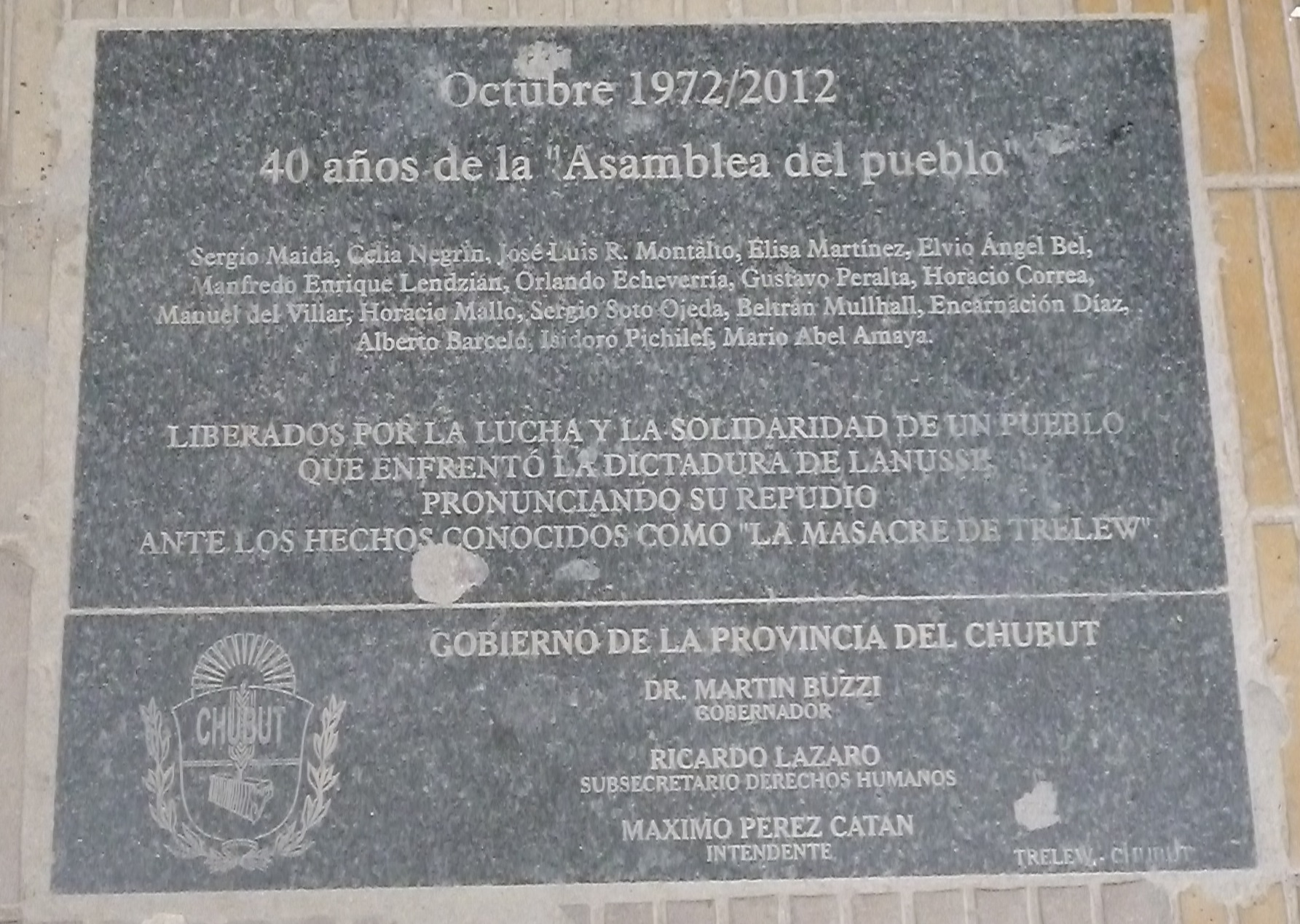
El Trelewazo, ocurrido el 11 de octubre de 1972, tuvo como objetivos liberar a los detenidos en el penal de Villa Devoto por la «Operación Vigilante» y justicia por las víctimas de la Masacre.

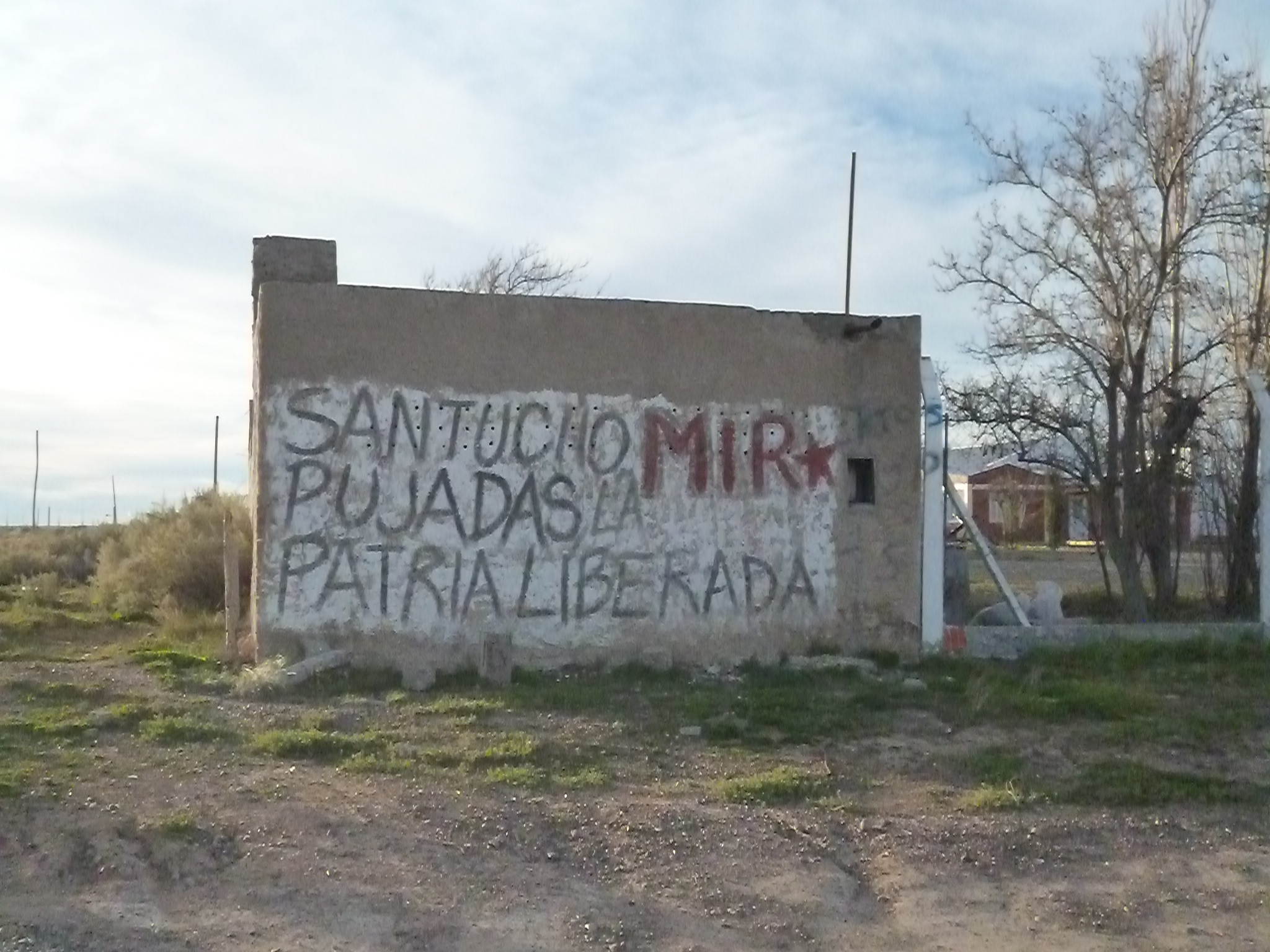
Grafiti cerca del antiguo aeropuerto.

Las versiones más documentadas de los confusos episodios que derivaron en esta tragedia coinciden en que la decisión de ejecutar a los prisioneros fue tomada por las autoridades de la Armada, sin el consentimiento expreso del gobierno del presidente Lanusse, quien luego no tuvo más alternativa que asumir la responsabilidad por los hechos.
Fue muy elocuente en tal sentido el discurso pronunciado el 5 de septiembre de 1972, a pocos días de la masacre, por el entonces capitán de navío Horacio Mayorga en la misma Base Aeronaval Almirante Zar donde ocurrieron los hechos, y frente a todo el personal de esa dependencia: «No es necesario explicar nada. Debemos dejar de lado estúpidas discusiones que la Armada no tiene que esforzarse en explicar. Lo hecho bien hecho está. Se hizo lo que se tenía que hacer. No hay que disculparse porque no hay culpa. La muerte está en el plan de Dios no para castigo sino para la reflexión de muchos».
Por parte de las organizaciones guerrilleras, existió desde el primer momento el convencimiento de que la matanza fue un hecho planificado y decidido por los máximos exponentes del gobierno, es decir, la Junta Militar. La consigna que inmediatamente adoptaron las fuerzas insurgentes después de conocido el fusilamiento fue: «La sangre derramada no será negociada». En tal sentido, durante los meses siguientes se produjeron gran cantidad de hechos de violencia en venganza por los caídos de Trelew.
Años más tarde, en una versión alternativa comentada por el brigadier general Carlos Rey (integrante de la mencionada Junta) al historiador Robert Potash, el entonces comandante en jefe de la Fuerza Aérea asegura que el lamentable suceso fue «…un atroz accidente motivado por la tensión, el miedo y el exceso de celo en la seguridad». 
En tanto en su libro Mi testimonio, el general Lanusse ratificó la versión oficial original, haciendo mención a que el 16 de agosto le había ordenado al general Eduardo Ignacio Betti, comandante de la IX Brigada, que los detenidos fueran trasladados de la base aeronaval a la cárcel de Rawson, «por no tener la base de Trelew instalaciones adecuadas ni personal capacitado para su vigilancia.» Según el propio Lanusse, tal orden no fue cumplida, aseverando que «los trágicos hechos del 22 de agosto ponían en evidencia que mis temores habían sido lamentablemente acertados».
La cadena de mando al tiempo de la masacre y los principales actores involucrados en ella fueron:
- Teniente general Alejandro Agustín Lanusse - presidente de facto y comandante en jefe del Ejército
- Almirante Carlos Guido Natal Coda - comandante en jefe de la Armada
- Brigadier general Carlos Rey - comandante en jefe de la Fuerza Aérea
- Contralmirante Hermes Quijada - jefe del Estado Mayor Conjunto (asesinado luego en venganza)
- General de brigada Eduardo Ignacio Betti - jefe del operativo militar en la zona de emergencia
- Capitán de navío Rubén Norberto Paccagnini - Jefe de la Base Aeronaval Almirante Zar
- Capitán de fragata Luis Emilio Sosa - A cargo de la fuerza de Infantería de Marina acantonada en la Base Aeronaval al momento de la tragedia
- Teniente de corbeta Roberto Guillermo Bravo - Oficial superior, presente durante los hechos
- Arturo Mor Roig - Ministro del Interior (asesinado en 1974 por Montoneros)
- Jorge V. Quiroga - Juez de la Cámara Especial (asesinado luego en venganza)

No obstante todas las contradicciones y las diferentes versiones de los sucesos, la matanza de Trelew es considerada por estudiosos de la historia argentina de la época, como el hecho inaugural del terrorismo de Estado como metodología sistemática para luchar contra las organizaciones políticas armadas, sin las limitaciones que impone la ley.

## 2012: fallo de la justicia
El 15 de octubre de 2012 el Tribunal Oral Federal de Comodoro Rivadavia resolvió condenar a prisión perpetua a Emilio Del Real, Luis Sosa y Carlos Marandino como autores de 16 homicidios y tres tentativas. La sentencia se leyó en el centro cultural «José Hernández» de Rawson, donde se desarrolló el juicio desde mayo del mismo año, en una sala en la que había familiares y compañeros de los fusilados, junto a veteranos militantes chubutenses de la solidaridad con los presos políticos.
El Tribunal absolvió a Rubén Paccagnini, para quien se habían pedido dos años de prisión, y a Jorge Bautista, acusado de encubrir los crímenes. También dispuso reiterar el pedido de extradición de Roberto Bravo, con residencia en Estados Unidos, y declarar a los crímenes cometidos como de «lesa humanidad». El fiscal federal de Rawson, Fernando Gelves, manifestó su disconformidad con las dos absoluciones y dijo que las apelaría. Asimismo, se dictaminó que los encontrados culpables permanecieran libres hasta que la condena tenga sentencia firme.
El 19 de marzo de 2014 la Sala III de la Cámara Nacional de Casación Penal ratificó las condenas a prisión perpetua de Sosa, del Real y Marandino. Anuló, además, las absoluciones de Paccagnini y a Bautista.
A través de una audiencia abierta al público, los jueces Liliana Catucci, Alejandro Slokar y Mariano Borinsky calificaron por unanimidad los fusilamientos como «delitos de lesa humanidad». En el caso de Paccagnini, los camaristas ordenaron además que se le prohíba salir del país. Tanto Paccagnini como Bautista están en libertad porque la sentencia nunca estuvo firme.

## 2022: juicio en Estados Unidos
En 2022, familiares de las personas asesinadas en la Masacre de Trelew demandaron civilmente a Bravo en los Estados Unidos, por su participación en los crímenes. Bravo era oficial de logística de la Armada, razón por la cual era quien estaba a cargo de los presos, y según el informe oficial de la Marina, fue quien ordenó abrir las celdas para sacar a los presos, instantes antes de la masacre. Fue uno de los militares que dispararon y mataron a los detenidos. Inmediatamente después de los hechos, la dictadura lo envió a Estados Unidos, donde se radicó y vivió desde entonces. La justicia argentina reclamó la extradición de Bravo en 2009, por crímenes de lesa humanidad, pero en Estados Unidos el trámite ha demorado más de una década. Debido a esa demora, familiares de la víctima iniciaron en los Estados Unidos una demanda civil contra Bravo, que se inició el 27 de junio de 2022.
El juicio civil tramitó mediante un proceso oral, en el cual el 2 de julio de 2022, Bravo fue encontrado culpable por un jurado de ciudadanos, siendo condenado a pagar una indemnización de poco más de 24 millones de dólares estadounidenses a familiares de las víctimas. La sentencia se funda en virtud de la Alien Tort Statute y, aunque no tiene como resultado pena privativa de libertad —debido a que se trató de un proceso civil—, la querella afirmó que, luego de la constatación de la participación de Bravo en la masacre, su intención era obtener la extradición de Bravo a la Argentina sin nuevas dilaciones por parte de Estados Unidos.

## Monumento recordatorio
Recordando este hecho se levantó en 2014 un monumento ubicado en la entrada de la Base Almirante Zar que consiste de una columna horizontal que tiene escrito «En esta unidad de la Armada Argentina, el 22 de agosto de 1972 se cometió la Masacre de Trelew. También fue utilizada como centro clandestino de detención de la última dictadura cívico-militar»; de allí nacen tres columnas verticales, cada una con las palabras Justicia, Memoria, Verdad.

## En la cultura popular
El documental "Trelew: la fuga que fue masacre" (2004), dirigido por Mariana Arruti, incluye la cronología de los hechos, filmaciones de época y posteriores en el lugar de los hechos y múltiples entrevistas a guerrilleros sobrevivientes, testigos y guardias carcelarios. Otro documental que aborda el hecho es   "Masacre de Trelew" de Mascaró Cine Americano.